# Trichesthes brevisetosa
Trichesthes brevisetosa är en skalbaggsart som beskrevs av Moser 1918. Trichesthes brevisetosa ingår i släktet Trichesthes och familjen Melolonthidae. Inga underarter finns listade i Catalogue of Life.